# Theos Casimir Bernard
Theos Casimir Hamati Bernard (* 10. Dezember 1908 in Pasadena; † 1947 im Kullu-Tal) war einer der ersten westlichen Forscher des tibetischen Buddhismus, der indischen Philosophie und des Yogas. Nach Einweihungen in Tibet nannte er sich selbst The White Lama (»Der Weiße Lama«).

## Leben
Theos Casimir Hamati Bernard wurde am 10. Dezember 1908 in Pasadena in Kalifornien geboren.  Mit dem dritten Namen Hamati ehrten seine Eltern, Glen Bernard und Aura Crable, ihren gemeinsamen Guru Sylvais Hamati, einer der ersten Tantralehrer in den Vereinigten Staaten.
Kurz nach der Geburt seines Sohnes reiste Glen nach Indien, worauf Aura in ihren Heimatort Tombstone in Arizona zog. Nach Glens Rückkehr kam es zur Scheidung und Aura heiratete erneut.
Theos besuchte in Tucson das College. Nach einem Jahr zog er sich eine schwere Lungenentzündung zu und kam ins Krankenhaus. Da die Ärzte  seinen Tod prognostizierten, nahm seine Mutter den todkranken Sohn zu sich nach Hause, wo er allmählich genas. Ans Bett gebunden, las er sich durch die spirituelle Bibliothek seiner Mutter und traf ihren indischen Guru. Dadurch wurde er mit östlicher Weisheit und Philosophie vertraut. Nach der Genesung kehrte er ins College zurück und schloss 1931 mit einem Bachelor of Law ab.
Nach dem Abschluss ging Theos nach Los Angeles, wo er erstmals seinen Vater traf. Dieser war mittlerweile einer der ersten Yogalehrer in den Vereinigten Staaten. Er unterrichtete auch seinen Sohn im Hatha Yoga und riet ihm, Philosophie zu studieren. 1934 begann Theos in New York an der Columbia University zu studieren. Im selben Jahr heiratete er  Ehe  Viola Wertheim. In New York traf er zudem seinen Onkel Pierre Arnold Bernard  (1875–1955), der erfolgreich tantrisches Yoga unterrichtete und als „Omnipotent Oom“ bekannt war.
Nach dem Abschluss als Master of Arts 1936 brach er zusammen mit seiner Frau nach Indien auf, um seinen Guru aus der Jugendzeit zu treffen. Dieser war jedoch verstorben und so reiste Theos durch ganz Indien und wurde in verschiedene spirituelle Traditionen eingeführt. Nachdem ihm geraten wurde, nach Tibet zu fahren, lernte er Tibetisch und reiste 1936 nach Lhasa, wo er den amtierenden Regenten Reting Rinpoche und mehrere Lamas traf und angeblich in diverse Rituale eingeweiht wurde.
Nach seiner Rückkehr eröffnete er in New York eine Yogaschule und besuchte erneut die Columbia University, wo er 1943 er mit seiner Dissertation: Haṭha Yoga: The Report of a Personal Experience promovierte. Diese Dissertation wurde 1944 als Buch veröffentlicht, eines der ersten westlichen Werke, die Hathayogapraktiken wie Asanas und Pranayama einem westlichen Publikum zugänglich machte, und das seither in mehrere Sprachen übersetzt worden ist.
1942 heiratet er in zweiter Ehe die erfolglose Opernsängerin Ganna Walska. Das Paar zog nach Kalifornien und gründete in Beverly Hills das Tibetland. Dort archivierte Theos seine tibetischen Manuskripte, Fotografien und Filme und beherbergte tibetische Mönche und Lamas.
Kurz nach der Scheidung 1946 ehelichte Theos seine dritte Frau Helen und reiste mit ihr nach Kalkutta, wo er sie zurückließ, um in Ladakh nach alten tibetischen Schriften zu forschen. 1947 geriet er in Koksar im Kullu-Tal auf der Nord-Seite des Rohtang-Passes in einen Aufruhr der Lahauli. Er wurde von den Aufständischen getötet, weil sie ihn für einen Muslim hielten und sein Leichnam vergraben.

## Werk
Theos Bernard war einer der wenigen westlichen Forscher, der vor der chinesischen Besetzung nach Lhasa reiste und den tibetischen Buddhismus studieren konnte; zudem traf er mehrere hochrangige Lamas und wurde in verschiedene Rituale eingeführt. Während seines mehrmonatigen Aufenthalts im Jahre 1937 machte er viele Photographien und drehte mehrere Filme. Zudem konnte er Schriften einsehen und brachte auch Manuskripte nach Amerika. Nach der Reise publizierte er seine Erfahrungen in zwei Büchern (Heaven Lies Within Us und Penthouse of the Gods) und in diversen Interviews, wodurch die tibetische Kultur einer breiten Öffentlichkeit zugänglich gemacht wurde.
In Indien hatte Theos Bernard mehrere spirituelle Lehrer, die ihm tieferen Einblick in die indische Philosophie vermittelten. Zudem erreichte er eine fortgeschrittene Praxis im Hatha Yoga und machte diese durch seine als Buch veröffentlichte Dissertation ebenfalls einem breiten Publikum zugänglich.

## Werke (Auswahl)
- Heaven Lies Within Us. Scribner´s Sons, New York (1939)
- Penthouse of the Gods. A Pilgrimage into the Heart of Tibet and the Sacred City of Llasa. Scribner´s Sons, New York (1940, publiziert auch unter dem Titel Land of a Thousand Buddhas)
- Haṭha Yoga: The Report of a Personal Experience. PhD. dissertation Columbia University (1943, als Buch 1944).
- Philosophical Functions of India. Rider (1945).
- A Simplified Grammar of the Literary Tibetan Language. Tibetan Text Society (1946).
- Hindu Philosophy. (1947).